# Pietro Della Valle
Pietro Della Valle ( latín : Petrus a Valle ; 2 de abril de 1586 - 21 de abril de 1652), también escrito Pietro della Valle , fue un compositor, musicólogo autor y explorador italiano que viajó por Asia durante el período del Renacimiento. Sus viajes lo llevaron a Tierra Santa, Medio Oriente, el Norte de África y hasta la India.

## Vida
Pietro Della Valle nació en Roma el 2 de abril de 1586 en una familia rica y noble. Pasó sus primeros años de vida aprendiendo sobre literatura y guerra. Era un hombre culto, que conocía el latín, el griego, la mitología clásica y la Biblia. También se convirtió en miembro de la Accademia degli Umoristi romana y adquirió cierta reputación como compositor y orador. En 1611 participó en una expedición naval española hacia los Estados de Berbería.
Tras una decepción amorosa Pietro comenzaría a considerar el suicidio, fue Mario Schipano, profesor de medicina en Nápoles, quien le sugeriría viajar a Oriente. Es gracias a las cartas que Pietro le enviaría a Schipano a modo de diario que conocemos todo lo que sucedió en estos viajes.
Antes de abandonar Nápoles, Pietro hizo voto de peregrinar a Tierra Santa. Así, a los 28 años, salió de Venecia en barco el 8 de junio de 1614 y llegó a Constantinopla; permaneció allí más de un año donde aprendió turco y un poco de árabe. El 25 de septiembre de 1615 se dirigió a Alejandría. Al ser un noble distinguido, viajó con un séquito de nueve personas, Además de todas las ventajas que su rango conllevaba. De Alejandría partió hacia a El Cairo y, tras una excursión al Monte Sinaí, abandonó El Cairo rumbo a Tierra Santa. Llegó el 8 de marzo de 1616, a tiempo para participar en la celebración de las Pascuas en Jerusalén.
Después de su visita a tierra santa, Pietro viajó de Damasco a Alepo. Tras ver un retrato de la bella cristiana asiria Sitti Maani Gioerida, hija de padre católico nestoriano y madre armenia, fue a Bagdad y se casó con ella un mes después. Mientras estuvo en Medio Oriente, hizo uno de los primeros registros modernos de la ubicación de la antigua Babilonia y proporcionó una "descripción detallada" de la ciudad. También trajo a Europa ladrillos con inscripciones de Nínive y Ur , algunos de los primeros ejemplos de escritura cuneiforme para los europeos modernos. Debido a que el control de Bagdad estaba siendo disputado entre Turquía e Irán durante las guerras otomano-persas, el 4 de enero de 1617 se vio obligado a abandonar la ciudad. Junto con su esposa se dirigió a Persia, donde visitó Hamadán e Isfahan. El verano de 1618, acompañó al Sha Abbás en una campaña al norte de Persia, donde fue recibido y tratado como un invitado de Sha.
Cuando Sha Abbás regresó a sus cuarteles de invierno en Farahabad, Della Valle, que no se encontraba bien, fue a Isfahán, donde esperaba poder mejorar con la ayuda de agustinos y carmelitas. Tras su regreso a Isfahán comenzó a pensar en regresar a casa a través de la India, en lugar de correr peligro nuevamente en Turquía. Sin embargo, el su estado de salud y la guerra entre Persia y los portugueses en Ormuz lo hicieron imposibles. En octubre de 1621 abandonó Isfahán ç, visitó Persépolis y Shiraz y se dirigió a la costa. Mientras esperaba el transporte, su esposa murió poco después de dar a luz a un niño muerto. No fue hasta enero de 1623 que consiguió un pasaje hacia Surat en el barco inglés Whale.
Permaneció en la India hasta noviembre de 1624, donde fue presentado al rey Venkatappa Nayaka de Keladi, en el sur de la India. Los relatos de sus viajes son una de las fuentes históricas más importantes de la región.
Estuvo en Mascate en enero de 1625 y en Basora en marzo. En mayo tomó la ruta del desierto hacia Alepo y abordó un barco francés en Alexandretta. Llegó a Chipre y finalmente a Roma el 28 de marzo de 1626. Donde fue recibido con muchos honores, no sólo en los círculos literarios, sino también por el Papa Urbano VIII , que lo nombró caballero de su alcoba. El resto de su vida transcurrió sin incidentes; se casó con su segunda esposa, Mariuccia, una huérfana georgiana de familia noble. Había sido adoptada por su primera esposa cuando era niña, había viajado con él y era madre de catorce hijos. Pietro murió en Roma el 21 de abril de 1652,  y está enterrado en la cripta funeraria de su familia en Santa María de Aracoeli.
En 1665, la parte de sus "Viajes" que trata de la India y de su regreso se tradujo al inglés. Contiene relatos de sus discusiones con brahmanes "hindúes" sobre si los egipcios o los indios fueron los primeros en idear el concepto de reencarnación, un diálogo con una mujer que lo invitó a su próxima sati , una descripción de la "Reina de Olaza" descalza, que estaba en los terraplenes dando instrucciones a sus ingenieros y muchas otras piezas de etnografía de primer nivel.
Además de su trabajo como etnógrafo, Della Valle también fue compositor y escribió varios tratados teóricos sobre música. Compuso varios diálogos sobre temas bíblicos.  A pesar de su interés por las prácticas musicales antiguas, en sus escritos teóricos sobre la música, elogia la cultura musical en la Roma contemporánea y defiende la música moderna, en contra de las críticas de Nicolò Farfaro, un músico italiano de su época.

## Obras
- Il Carro di Fideltà d'amore (música de Paolo Quagliati), Robletti, Roma, 1611.
- "Oración fúnebre sobre su esposa Maani", cuyos restos trajo consigo a Roma y allí fue enterrado (1627)
- Relato de Shah Abbas (1628)
- Discorso sulla musica dell'età nostra , Roma, 1640.
- Los viajes a Persia (2 partes) fueron publicados por sus hijos en 1658 y la tercera parte (India) en 1663.
- Viaggi di Pietro Della Valle il pellegrino, con minuto ragguaglio di tutte le cose notabili osservate in essi: descritti da lui medesimo in 54 lettere familiari all'erudito suo amico Mario Schipano, divisi in tre parti cioè: la Turchia, la Persia e l' India. Colla vita e ritratto dell'autore . Roma 1650–1658, Turín 1843.
- Diario di viaggio in Persia (1617-1623) , a cura di Mario Vitalone. ISMEO, Roma 2023. ISBN  978-88-66872-55-9

## Coleccionista de libros
Pietro Della Valle también fue un famoso coleccionista de libros. "En una carta escrita en Damasco y Alepo, fechada el 15 de junio de 1616, Della Valle describió su alegría al encontrar a la venta algunos raros manuscritos samaritanos, algunos de ellos con glosas en árabe".